# Белая книга Зарнена

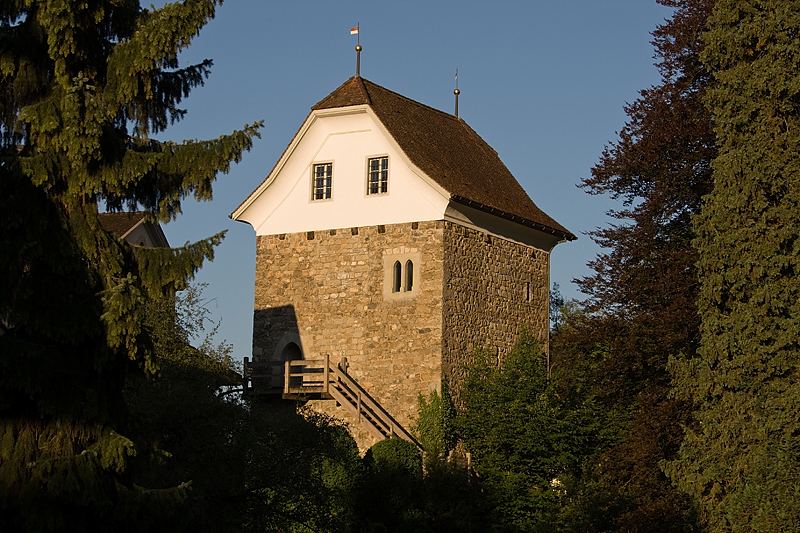
Башня Ведьм в Зарнене

Белая книга Зарнена (нем. Weisse Buch von Sarnen) — рукописное собрание исторических хроник и документов средневековой Швейцарии, составленное хронистом Гансом Шрибером в 1470—1472 годах, имеющее его же дополнения до 1474 года и продолжения пятью другими авторами с 1481 по 1607 год. Хранится в государственном архиве Башни Ведьм города Зарнен.

## Содержание

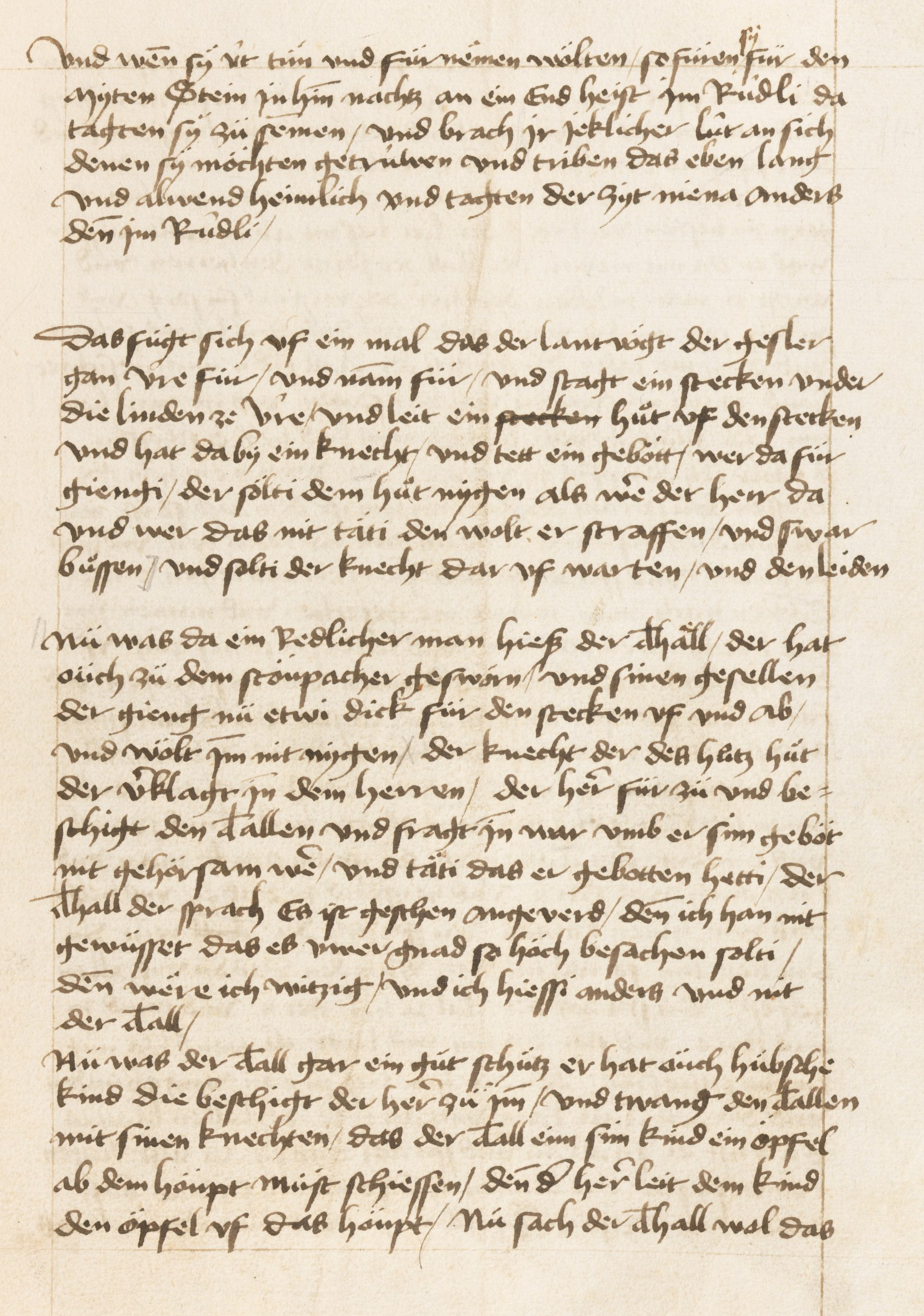
Лист рукописи «Белой книги Зарнена» с записью легенды о Вильгельме Телле

Белая книга Зарнена состоит из двух частей. В её первой части на приблизительно 350 страницах излагается содержание различных, относящихся к истории, хозяйству и имущественным отношениям кантона Обвальден документам, в том числе касающихся отношений между членами складывающейся Конфедерации. Это тексты, содержащие данные о различных городах и районах центральной Швейцарии, князьях и владетелях, епископах и духовенстве, французских и германских королях, решения о правах на рыболовство, упорядочение судоходства между Люцерном и Альпнахом от 1424 года, пограничные вопросы и прочее, начиная от 1315 года.
Вторая часть на 22 страницах описывает историю кантонов Ури, Швиц и Унтервальден. Здесь впервые нам сообщаются, исходя из более ранних источников середины XIV столетия, основные моменты ставшей впоследствии легендарной истории обретения швейцарцами их свободы от иноземных властителей и появляются те образы истории, ставшие впоследствии хрестоматийными: злой фогт, грубо нарушавший границы своей компетенции и издевавшийся над слабыми и бедными; путь, приведший к «клятве Рютли» и созданию Конфедерации, и т. д. Здесь также сообщается о некоем «Thall» (Вильгельме Телле), и его противнике «Gijssler», ландфогте Ури и Швица Германе Гесслере, повесившем шляпу эрцгерцога на липе центральной площади в Альтдорфе.

## История
В 1507 году хронист Петерманн Эттерлин перенёс часть текстов из Белой книги, в первую очередь историю Вильгельма Телля, в свою «Хронику Швейцарской конфедерации». А в 1534—1536 годах историк из Гларуса Эгидий Чуди соединил сведения из Белой книги и ряда других знакомых ему источников. В результате появилась весьма популярная в течение нескольких столетий «История Швейцарии» (Chronicon Helveticum). Об исторической достоверности изложенных в ней событий наука не располагает исчерпывающими доказательствами. Однако, после написания Фридрихом Шиллером, воспользовавшимся опубликованной в 1734—1736 годах в Базеле копией Белой книги, знаменитой драмы «Вильгельм Телль», история об этом мифическом борце за швейцарскую независимость и вымышленной клятве представителей первых трёх кантонов на Рютли (1307), получила всемирную известность. В то время как первый создатель Белой книги земельный писарь XV века Ганс Шрибер оказался совершенно забыт.
Вторично Белая книга Зарнена была обнаружена случайно в 1854 году, на заброшенном чердаке, среди старых бумаг. Приехавший по вызову в Зарнен цюрихский государственный архивариус Герольд Мейер фон Кнонау сразу опознал в находке один из крупнейших письменных национальных памятников страны. Позднее о Белой книге узнал также цюрихский профессор истории Георг фон Висс, и между ним и фон Кнонау разгорелась борьба за право первой публикации источника. В результате в 1857 году увидели свет сразу два его издания: цюрихское Висса и Айнзидельнское фон Кнонау (последнее — в 13 томе сборника «Любитель истории» Исторической ассоциации Центральной Швейцарии).
Лишь в 1928 году государственный архивариус Роберт Дуррер из Нидвальдена сумел научно доказать, что именно Ганс Шрибер является автором Белой книги и, соответственно, истории о Вильгельме Телле. Как писал о Белой книге и о Гансе Шрибере германист Петер фон Матт — Ни один швейцарский автор не создал произведения большей значимости (нем. Kein Schweizer Autor hat je ein Werk von grösserer Wirkung verfasst).
Факсимильное издание книги подготовлено было в 1937 году в Люцерне Вильгельмом фон Хохленштейном. Наиболее авторитетная научная публикация её была выпущена в 1984 году в Зарнене под редакцией историка Бруно Мейера.
С 2012 года можно ознакомиться с факсимиле белой книги Зарнена также онлайн.